# Idriss Carlos Kameni
Idriss Carlos Kameni (født 18. februar 1984 i Douala) er en fodboldspiller fra Cameroun, som spiller for den tyrkiske klub Fenerbahçe. Han er målmand.

## Klubkarriere
Kameni blev spottet allerede som 16-årig og han blev den yngste fodboldspiller nogensinde til at vinde en olympisk medalje, i 2000 i Sydney. Han skiftede samme år til Europa, til den franske klub Le Havre AC. Han var dog reserve, og blev derfor i 2004 lejet ud til AS Saint-Étienne. Her fik han heller ikke spilletid, og måtte igen finde en ny klub. Han var tæt på et skifte til Wolverhampton Wanderers F.C., men aftalen kollapsede på grund af manglende arbejdstilladelse i Storbritannien. Han fik dog en kontrakt i den spanske klub RCD Espanyol, og blev denne gang hurtig trænerens førstevalg på posten. Han vandt den spanske pokalturnering i hans andet år i klubben. I 2006-2007 sæsonen var han ubestridt førstevalg, mens rivalen Gorka Iraizoz stod UEFA Cup kampene. I 2008-2009 sæsonen spillede Kameni 37 ud af 38 kampe i ligaen, og var stærkt medvirkende til at Espanyol fik endnu en sæson i den spanske liga.
I januar 2012 rykkede Kameni til Malaga på en 2-årig kontrakt.

## Landsholdkarriere
Kameni blev som 17-årig udtaget til African Nations Cup 2004 for Camerouns landshold. Han blev kåret til at være den bedste målmand i Afrika for 2006-07 sæsonen. Han har repræsenteret sit land ved adskillige slutrunder, blandt andet VM i 2002 og VM i 2010.

## Det personlige liv
Kameni`s storebror, Mathurin, er også målmand og spiller for den egyptiske klub, Haras El Hodood.